# Léonard Pycke
Leonard Pycke (Meulebeke, 17 mei 1781 - Kortrijk, 8 februari 1842) was burgemeester van Kortrijk.

## Levensloop
Na rechtenstudies in Parijs en in Brussel, werd Pycke, ten laatste in 1806, advocaat en pleitbezorger in Kortrijk. Hij liep stage bij Maximiliaan Engels (die lid was van de vrijmetselaarsloge 'L'Amitié'). Pycke schreef verschillende juridische traktaten die hem een vleiende reputatie bezorgden en maakten dat hij in 1829 tot lid werd benoemd van de Koninklijke Nederlandsche Academie (Académie Royale de Belgique).
In 1816 werd hij lid van de provinciale staten van de nieuwe Nederlandse provincie West-Vlaanderen en tevens onderintendant voor het arrondissement Kortrijk. In 1817 werd hij burgemeester van Kortrijk en lid van de Tweede Kamer der Staten-Generaal.
In 1822 werd hij van omkoperij beschuldigd. Hij zou grote hoeveelheden baksteen uit zijn eigen steenbakkerij hebben verkocht aan de stad Kortrijk, voor het herstellen van de Hallen en hij zou aan zijn schoonvader Jan de Sloovere de stedelijke octrooirechten hebben toegekend. Als gevolg hiervan werd hij in 1822 uit zijn ambten ontzet en door een rechtbank tot levenslange dwangarbeid veroordeeld. Hij ging hiertegen in beroep en kwam in december 1822 voor het assisenhof in Brugge, dat hem vrijsprak. Toen hij in Kortrijk terugkeerde, werd hij triomfantelijk ingehaald door zijn sympathisanten.
In 1824 was hij opnieuw lid van de provinciale staten en in 1827 werd hij weer lid van de Tweede Kamer. In 1830 bleef hij Oranje trouw, met als gevolg dat zijn woning geplunderd werd.
Pycke was in 1806 lid geworden van de vrijmetselaarsloge L'Amitié, als corresponderend lid. In 1808 werd hij effectief lid en direct bevorderde hij tot 'redenaar'. In 1818 werd hij niet meer als lid vermeld.
Later werd in de Doorniksewijk een straat naar hem vernoemd, de Burgemeester Pyckestraat.

## Publicaties
- Na 1830 trok Pycke zich uit de politiek terug en hield zich onledig met de studie van recht en geschiedenis. Hij schreef twee politiek-historische verhandelingen, die bekroond werden door de Académie des Sciences de Belgique en gepublicederd werden in het Bulletin van deze Academie.
- Réponse à un goujat littéraire, pamflet, 1842.